# CGI:IRC
CGI:IRC — IRC-клиент, который используется для подключения к IRC серверу через веб-браузер. В отличие от обычных IRC-клиентов (таких как X-Chat, mIRC, jmirc-m и др.) и Java-интерфейсов CGI:IRC работает на стороне HTTP-сервера.
Внешне интерфейс CGI:IRC похож на интерфейсы обычных IRC-клиентов. Справа находится список ников, сверху — кнопки для переключения между каналами и частными беседами (приватами), снизу — строка для набора сообщения.

## Применение
- для организации чатов на сайтах, внешне напоминающих обычные веб-чаты;
- быстрый вход в IRC без необходимости установки и настройки IRC клиента;
- использование порта 80 позволяет выходить в IRC минуя ограничения на использование обычных IRC портов (6667).

## Недостатки
- Недостатком CGI:IRC по сравнению с обычными IRC клиентами является то, что все подключающиеся через него пользователи имеют одинаковый IP адрес. Настоящий IP пользователя может быть показан в идентификаторе или «реальном имени» (GECOS) в зависимости от настроек CGI:IRC. Сервер UnrealIRCd позволяет решить эту проблему и заменить IP сервера на реальный IP пользователя при специальной настройке UnrealIRCd и CGI:IRC.
- CGI:IRC работает на стороне HTTP сервера и поэтому создаётся дополнительная нагрузка на HTTP сервер. Помимо этого, на многих shared-хостингах существуют ограничения на время выполнения скрипта, поэтому время сеанса для пользователя будет также ограничено.